# بلموند المحدودة
بلموند المحدودة (بالإنجليزية: Belmond Limited)‏ هي شركة خدمات سياحية وترفيهية تدير الفنادق الفاخرة وخدمات القطارات والرحلات النهرية في جميع أنحاء العالم. في عام 2015 ، كان لدى الشركة 35 فندقًا فاخرًا و 7 قطارات سياحية و 3 رحلات نهرية ومطاعم في 22 دولة.

## تاريخ الشركة
تأسست الشركة في عام 1976 من قبل رجل الأعمال الأمريكي جيمس شيروود من خلال الاستحواذ على فندق سيبرياني (Cipriani) في البندقية من عائلة غينيس مقابل 900 ألف جنيه إسترليني. ثم اشترى جيمس شيروود ما تبقى من قطار أورينت إكسبريس الأسطوري لترميمه وعرض رحلات من باريس ولندن إلى فندقه في البندقية للعملاء الأثرياء  في 10 مارس 2014 ، تم تغيير اسم شركة فنادق قطار الشرق السريع المحدودة
إلى بلموند  وفي 1 يوليو 2014 ، تم تغيير اسم الشركة القابضة لبلموند أيضًا إلى بلموند المحدودة . في أبريل 2015 ، دخلت بلموند المحدودة في شراكة مع سكك حديد آيرلندا لإطلاق القطار الفاخر في أيرلندا. في يوليو 2016 ، باعت الشركة الهندية المحدودة للفنادق حصتها البالغة 5.1٪ في بلموند، واحتفظت بـ 0.44٪ فقط من بلموند بعد البيع. في ديسمبر 2018 ، وافقت الشركة على الاستحواذ عليها من قبل ال في أم اتش (LVMH) في صفقة بقيمة 3.2 مليار دولار أغلقت في أبريل 2019 ، وبالتالي شطب اسم الشركة من بورصة نيويورك وجعلها مملوكة للقطاع الخاص بنسبة 100٪. أدى الإعلان عن البيع إلى زيادة حصة بلموند بنسبة 40٪ في يوم تداول واحد.